# Ixora foliicalyx
Ixora foliicalyx är en måreväxtart som beskrevs av Michel Guédès. Ixora foliicalyx ingår i släktet Ixora och familjen måreväxter. Inga underarter finns listade i Catalogue of Life.